# Trichosteleum perchlorosum
Trichosteleum perchlorosum là một loài rêu trong họ Sematophyllaceae. Loài này được Broth. & Bryhn mô tả khoa học đầu tiên năm 1911.